# كريس دالي
كريس دالي (بالإنجليزية: Chris Dale)‏ (16 أبريل 1950 بيورك في المملكة المتحدة - ) هو لاعب كرة قدم بريطاني في مركز جناح ‏. لعب مع نادي يورك سيتي ونادي سكاربورو وبريدلينغتون ترينيتي ‏.